# Club de Deportes Provincial Curicó Unido (femenino)
El Club de Deportes Provincial Curicó Unido Femenino es la rama femenina del club de fútbol chileno del mismo nombre, radicado en la ciudad de Curicó, Región del Maule. Fue creado el 9 de mayo de 2009 para participar de la Primera División de fútbol femenino de Chile, organizada por la ANFP. Actualmente milita en la Primera B de fútbol femenino de Chile.

## Historia
La rama femenina del club fue fundada en 2009 para jugar en la Primera División. En aquel torneo finalizó 16° de 19 clubes participantes.
Desde aquel entonces el equipo tuvo pasos irregulares, logrando clasificar a la Segunda Rueda eliminatoria del Apertura 2013, en donde quedó eliminado ante las futuras campeonas Colo-Colo en cuartos de final, única vez que ha conseguido pasar a la siguiente instancia de algún campeonato.
En el primer torneo dividido en dos categorías, Curicó Unido es relegado a jugar en la Primera B 2019, colocándolo en la Zona Sur junto a otros cinco clubes. Las albirrojas finalizaron el torneo en tercer lugar.
El 5 de junio de 2018 falleció la jugadora de 18 años Lucía Véliz Silva, quien fue parte del plantel durante 5 años, siendo incluso capitana del equipo, debido a una grave enfermedad. Su velorio se realizó en el Estadio La Granja, lugar donde concurrió una gran cantidad de hinchas curicanos para despedir a la deportista. El 9 de junio de 2018, en el triunfo de la Selección chilena femenina contra su símil de Costa Rica por 4 goles a 0, se rindió un homenaje a la memoria de la joven futbolista.

### Campeonas Clausura Sub-17 2013
El mayor logro que obtuvo la rama femenina, y uno de los grandes logros de la historia del club, fue la obtención del título nacional del Clausura 2013 del Torneo Femenino Sub-17. Las "albirrojitas" jugaron 13 partidos en el campeonato, con un resumen de 10 triunfos, un empate y 2 derrotas, clasificando a play-off como primeras de su grupo, y luego derrotando a Unión Española y Audax Italiano, en cuartos de final y semifinal, respectivamente. En la Final se enfrentaron a uno de los elencos más fuertes del fútbol nacional femenino, la Universidad de Chile, en partidos de ida y vuelta. En la ida, Curicó ganó 2-0 en el Estadio La Granja con tantos anotados por Javiera Grez y Camila Vergara, y en el partido de vuelta, jugado en el Centro Deportivo Azul, la U derrotó a las curicanas 3-1, por lo que el título se definía en tanda de penales. En la definición a tiros desde los doce pasos el elenco visitante ganó 3-2, y se coronó como ganador del campeonato.
Dentro del plantel campeón destacaron jugadoras como Camila Vergara, la portera Ivana González, la capitana Yessi Valenzuela y Javiera Grez, las cuales además de ser figuras en la Sub-17 destacarían también en el equipo de Primera. Sobre todo la delantera Javiera Grez, goleadora del equipo curicano y nominada en múltiples ocasiones a la Selección chilena, ya sea para el equipo adulto, la sub-20 y la sub-17.

## Estadio
El equipo femenino de Curicó jugaba sus partidos de local en el Complejo Deportivo Raúl Narváez Gómez, el complejo deportivo propiedad del club, en donde se realizan los entrenamientos del primer equipo, además de los partidos oficiales de la división de Futbol Joven. Desde 2021, el equipo utiliza para sus partidos oficiales del campeonato el Estadio La Granja, ubicado en la Av. Juan Luis Diez #1345, Curicó.

## Datos del club
- Temporadas en Primera División femenina: 10 (2009 - 2018).
- Temporadas en Primera B femenina: 3 (2019 - presente).
- Mejor puesto en Primera División femenina: Cuartos de final en Apertura 2013.
- Mejor puesto en Primera B femenina 3°, Zona Sur en 2019
- Participaciones en Copa Chile: 2 (2009 y 2010).
- Mejor puesto en Copa Chile: Tercera fase en 2009 y 2010.

## Palmarés

### Torneos nacionales
- Torneo Femenino Sub-17 (1): Clausura 2013.

### Otros títulos
- Subcampeón del Internacional de Molina (1): 2015.